# Törpenektármadár
A törpenektármadár (Hedydipna platura) a madarak (Aves) osztályának a verébalakúak (Passeriformes) rendjébe, ezen belül a nektármadárfélék (Nectariniidae) családjába tartozó faj.

## Rendszerezés
Besorolása vitatott, egyes rendszerezők a Anthreptes nembe sorolják Anthreptes platurus néven.

## Előfordulása
Benin, Bissau-Guinea, Burkina Faso, Csád, Dél-Szudán, Kamerun, a  Kongói Demokratikus Köztársaság, a Közép-afrikai Köztársaság, Elefántcsontpart, Etiópia, Gambia, Ghána, Guinea, Kenya, Mali, Mauritánia, Niger, Nigéria, Szenegál, Sierra Leone, Szudán, Togo és Uganda területén honos.